# Amphidium papillosum
Amphidium papillosum är en bladmossart som beskrevs av Edwin Bunting Bartram 1939. Amphidium papillosum ingår i släktet trattmossor, och familjen Orthotrichaceae. Inga underarter finns listade i Catalogue of Life.